# Luis Juan del Milà
Luis Juan del Milà (Xàtiva, ca. 1430/1432 - Bélgida, 1510) was een Spaanse kardinaal van de Rooms-Katholieke Kerk en een kardinaal-nepoot van paus Calixtus III.

## Biografie
Del Milà was de zoon van Joan de Milà, heer van de baronie van Massalaves, en Catalina de Borja y Marti, de zuster van paus Calixtus III. Aan de universiteit van Bologna had hij enige tijd kerkelijk recht gestudeerd. Bekend is, dat hij een buitenechtelijke zoon had, Jaime, die hij erkende en de titel hertog van Albaida kreeg.
Op 29 januari 1453 werd hij gekozen tot bisschop van Segorbe. Twee jaar later werd hij benoemd tot gouverneur van Bologna.
Op 20 februari 1456 werd hij door zijn oom in pectore gecreëerd tot kardinaal samen met zijn neef Rodrigo. Daar deze benoemingen op veel weerstand bij het College van Kardinalen zouden stuiten, werd Luis Juan del Milà’s benoeming pas op 17 september bevestigd en kreeg hij de titelkerk Santi Quattro Coronati toegewezen, de kerk die Calixtus III ook als titelkerk was toegewezen. Nadat hij weer uit Rome vertrokken was naar Bologna in zijn functie als legaat a latere keerde hij na ruim een jaar weer terug toen hij het nieuws vernam van de ziekte van zijn oom; hij zou pas in Rome arriveren na zijn overlijden.
Na het conclaaf van 1458, waarin paus Pius II werd gekozen, begeleidde hij de nieuwe paus naar Siena. In het daaropvolgende jaar werd hij de nieuwe bisschop van Lerida (7 oktober 1459), een functie die hij zou bekleden tot kort voor zijn dood. Hoewel hij zich in Italië bevond, nam hij niet deel aan het conclaaf van 1464 waarin paus Paulus II werd gekozen.
Eind 1468 keerde Del Milà definitief terug naar Spanje. In Lérida nam hij de restauratie van de kathedraal op zich. Door een grote brand in de sacristie in 1473 was het grootste deel van de inventaris vernietigd. De benodigde gelden kwamen deels uit Del Milà’s eigen middelen, maar voornamelijk uit de uitgifte van aflaten. Deze werden uitgegeven voor de verlening van absolutie aan de levenden voor de zonden die begaan waren en voor het zielenheil van de overledenen. Doordat de gedrukte aflaten bewaard zijn gebleven, werd het mogelijk om vast te stellen, voor welke zonden absolutie verkregen kon worden. Hieronder vielen onder andere het in het geheim trouwen, het eten van vlees tijdens de Vastentijd, het drinken van wijn die van Moren afkomstig was en het oproepen van duistere geesten.
Tijdens de conclaven van 1471, 1484, 1492 (tijdens welke zijn eigen neef werd gekozen tot paus Alexander VI) en beide conclaven in 1503 was Del Milà niet aanwezig.
Luis Juan del Milà overleed in 1510 in Bélgida. Hij werd begraven in het dominicaner klooster van Santa Ana (Albaida), dat hij financieel had ondersteund.

## Kerkelijke functie
Naast zijn genoemde bisschopsbenoemingen en kardinaalsbenoeming ontving Del Milà ook twee benedictijner kloosters in commendam:
- San Vicente, bisdom Lérida
- Saint-Benigne, Dijon

- Library of Congress Control Number: no2019036758
- Virtual International Authority File: 4573155345599206430002